# Lastrea undulata
Lastrea undulata là một loài thực vật có mạch trong họ Thelypteridaceae. Loài này được (Thwaites) Bedd. mô tả khoa học đầu tiên năm 1864.